# Hans Bockkom

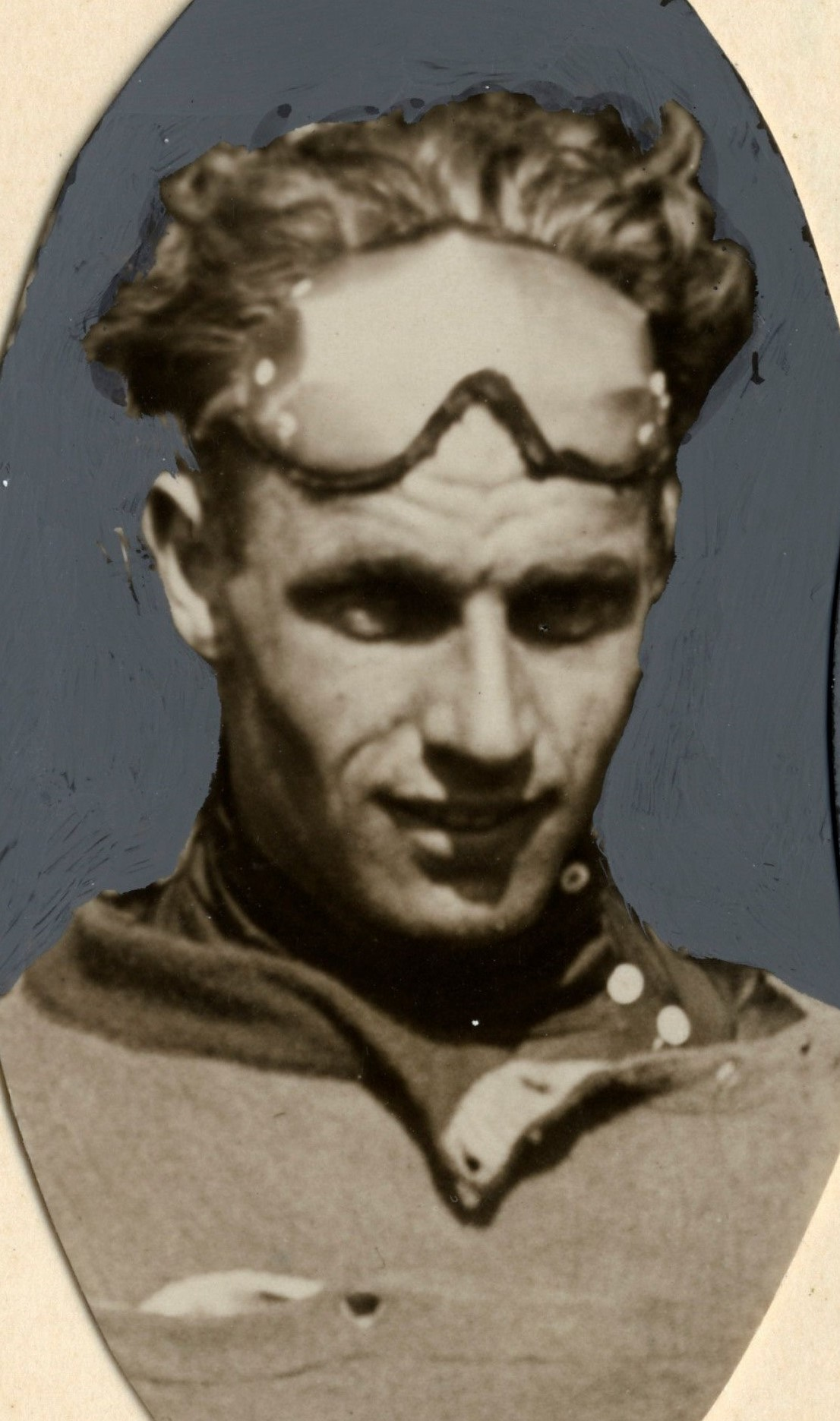
Hans Bockkom

Johannes „Hans“ Bockkom (* 22. Oktober 1907 in Düsseldorf; † 10. Juni 1981 in Riverhead) war ein niederländischer Radrennfahrer mit deutschen Wurzeln.
Hans Bockkom war Profi-Rennfahrer von 1928 bis 1932. In dieser Zeit wurde er zweimal Niederländischer Meister im Straßenrennen.
1927 nahm er an der ersten Straßen-Weltmeisterschaft  auf dem Nürburgring teil und belegte den 14. Platz.